# 鮑敬言
鮑敬言（?—?），東晉人。
好老莊，善清談，曾與葛洪辯論，他認為“有司設，則百姓困，奉上厚，則下民貧”，法国汉学家白乐日称他为中国第一位無政府主義者。著有《無君論》，已失佚。